# Nørdre Trollsteinhøe
De Nørdre Trollsteinhøe is een berg behorende bij de gemeente Lom in de provincie Oppland in Noorwegen. De berg, gelegen in Nationaal park Jotunheimen, heeft een hoogte van 2201 meter.
De Nørdre Trollsteinhøe is onderdeel van het gebergte Jotunheimen.